# Виноградова Катерина Юріївна
Катерина Юріївна Виноградова (16 листопада 1974 р., м. Київ, Україна) — українська акторка і телеведуча. Учасниця 56-го Берлінського кінофестивалю, позаконкурсного показу «International Forum of New Cinema» (художній фільм «Хеппі Піпл», 2006 рік, реж. О.Шапіро).

## Життєпис
Катерина Виноградова народилась в Києві у родині композитора, музиканта і співака Юрія Виноградова та вчительки музики Нінель Виноградової. Закінчила Київський національний університет театру, кіно і телебачення (КНУТКІТ) ім. І. К. Карпенка-Карого, факультет театрального мистецтва. В 1996 році розпочала роботу на українському телебаченні. З 1997 року по 2006 рік працювала на телеканалі «Інтер», де вела шоу «Кохання з першого погляду» та «Перехрестя кохання» разом з Павлом Костіциним.  У 2020 та 2021 році була ведучою реаліті-шоу «Від пацанки до панянки» на телеканалі Новий. Одружена, виховує доньку Анну.                                         

## Проєкти та шоу на телебаченні
| Проєкти та шоу на телебаченні                                      | Участь                            |
| ------------------------------------------------------------------ | --------------------------------- |
| «Музичні новини» (ТРК «Золоті Ворота»)                             | Журналістка                       |
| Телеканал «Інтер»: музично-розважальний проєкт «Мелорама»          | Журналістка і авторка сценарію    |
| Музично-розважальний проєкт «За північ»                            | Ведуча, авторка сценарію          |
| Розважальний проєкт «Казки для дорослих»                           | Авторка і ведуча                  |
| Шоу «Кохання з першого погляду»                                    | Ведуча в парі з Павлом Костіциним |
| Шоу «Перехрестя кохання»                                           | Ведуча в парі з Павлом Костіциним |
| Реаліті шоу Від пацанки до панянки 4 і 5 сезон на телеканалі Новий | Ведуча                            |

## Фільмографія
| Фільм                             | Роль                           | Рік випуску |
| --------------------------------- | ------------------------------ | ----------- |
| Х/ф «Хеппі Піпл» (реж. О. Шапіро) | Головна жіноча роль, Адлєровна | 2006        |
| х/ф «Кастинг» (реж. О. Шапіро)    | Пацієнтка психоаналітика       | 2008        |

| Серіали та шоу       | Роль                           | Рік випуску |
| -------------------- | ------------------------------ | ----------- |
| «Сила тяжіння»       | Лєночка                        | 2008        |
| «Слід 2»             | Тамара                         | 2021        |
| «Опер за викликом 6» | Репортерка                     | 2022        |
| «Водна поліція»      | Прокурорка Вікторія Торковська | 2022        |
| «Виклик 3»           | Мама Антона                    | 2022        |
| «Ворон і Воробйов»   | Реєстраторка шлюбу             | 2022        |
| «Маргарита»          | Алла Юріївна                   | 2023        |
| «Коло омани»         | Директорка РАГСу               | 2023        |
| «Плут 2»             | сусідка Злати                  | 2023        |
| «Ловець снів»        | Мама Ані                       | 2024        |